# Corofin
Corofin (en irlandais : Cora Finne) est un village de la province de Munster, dans le nord du Comté de Clare, sur la côte ouest de l’Irlande.

## Géographie
Le village est traversé par la rivière Fergus. Il se situe à 12 km de la ville d'Ennis et à 230 km à l'ouest de Dublin.
Au milieu de nombreux lacs du Comté de Clare, Corofin est surnommée « la porte du Burren » car située à l'entrée de ce parc national.
En 2016, la population se monte à 776 habitants,en hausse par rapport aux 689 de 2011,.